# Rothia metagrius
Rothia metagrius là một loài bướm đêm trong họ Noctuidae.